# Leiocephalus sixtoi
Leiocephalus sixtoi (дюнна ігуана-крутихвіст) — вид ігуаноподібних ящірок родини Leiocephalidae. Ендемік Домініканської Республіки. Описаний у 2016 році.

## Поширення і екологія
Дюнні ігуани-крутихвости відомі з типової місцевості — природної пам'ятки Лас-Дюнас-де-лас-Кальдерас або Лас-Дюнас-де-Бані, розташованої на узбережжі провінції Перавія. Вони живуть серед піщаних дюн. Ведуть денний спосіб життя, живляться наземними безхребетними.